# Chorugh
Chorugh (tadschikisch Хоруғ/Chorugh; russisch Хорог/Chorog; persisch خارغ) ist die Hauptstadt von Berg-Badachschan, einer autonomen Provinz innerhalb Tadschikistans (Zentralasien).

## Geographie

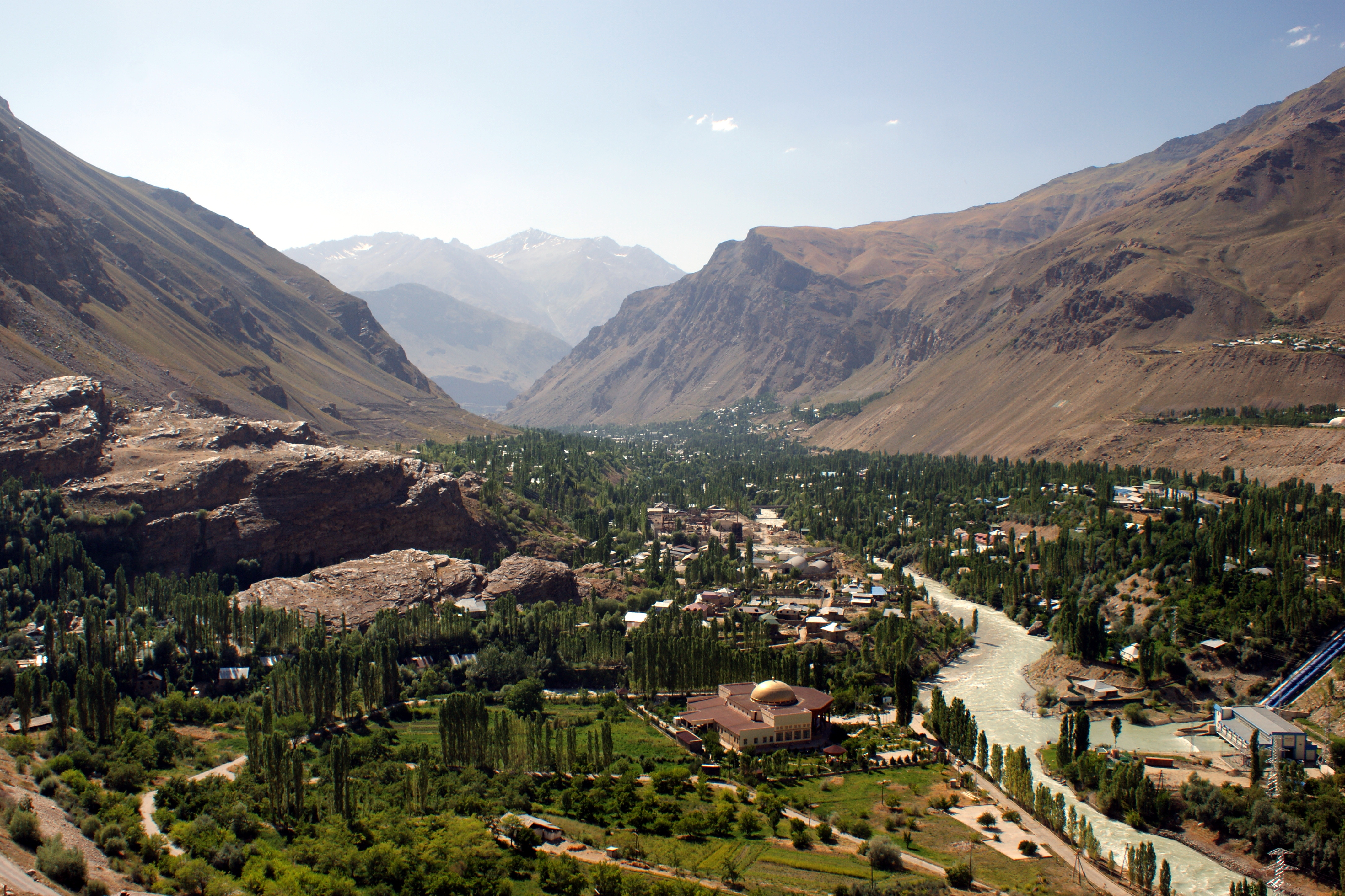
Chorugh mit dem Fluss Gunt, aufgenommen vom Botanischen Garten (2017)

Das rund 30.500 Einwohner (2020) zählende Chorugh liegt an der östlichen Grenze von Afghanistan und unmittelbar unterhalb, beziehungsweise westlich der Einmündung des Flusses Schachdara in den Gunt, der direkt westlich des Stadtgebiets an der afghanischen Grenze in den Pjandsch mündet.
Die Stadt, die sich auf 2065 m Höhe befindet, ist von hohen Bergen des Pamirgebirges umgeben: Direkt nördlich der Stadt erhebt sich ein 4523 m hoher Berg, ein anderer südlich der Stadt ist 4493 m hoch, einige etwas weiter nord- beziehungsweise ostwärts sich befindende Berge ragen bis zu 5329 m auf.

### Klima
Das Klima in Chorugh ist extrem kontinental mit geringen Niederschlägen über das ganze Jahr, kalten Wintern und sehr warmen Sommern. Der durchschnittliche Jahresniederschlag beträgt 235 mm mit einer starken Trockenzeit von Mai bis November. Die Jahresmitteltemperatur beträgt 8,8 °C, wobei Januar mit einer Mitteltemperatur von −7,9 °C der kälteste und Juli mit 22,8 °C der wärmste Monat ist.
|                       | Jan   | Feb   | Mär  | Apr  | Mai  | Jun  | Jul  | Aug  | Sep  | Okt  | Nov  | Dez  |   |      |
| Mittl. Tagesmax. (°C) | −3,1  | −0,8  | 5,0  | 14,3 | 21,1 | 26,1 | 30,3 | 30,3 | 26,4 | 17,8 | 8,0  | 0,3  | ⌀ | 14,7 |
| Mittl. Tagesmin. (°C) | −13,1 | −11,0 | −3,4 | 4,2  | 9,0  | 12,4 | 15,7 | 15,3 | 10,5 | 4,1  | −1,3 | −8,1 | ⌀ | 2,9  |
|                       |       |       |      |      |      |      |      |      |      |      |      |      |   |      |
| Niederschlag (mm)     | 31    | 32    | 39   | 42   | 24   | 9    | 3    | 0    | 1    | 11   | 19   | 24   | Σ | 235  |
|                       |       |       |      |      |      |      |      |      |      |      |      |      |   |      |
| Sonnenstunden (h/d)   | 3,0   | 3,6   | 4,6  | 5,6  | 7,0  | 8,9  | 9,6  | 9,1  | 8,1  | 6,1  | 4,0  | 3,1  | ⌀ | 6,1  |
|                       |       |       |      |      |      |      |      |      |      |      |      |      |   |      |
| Regentage (d)         | 7     | 6     | 6    | 7    | 6    | 3    | 1    | 0    | 0    | 2    | 3    | 5    | Σ | 46   |
|                       |       |       |      |      |      |      |      |      |      |      |      |      |   |      |
| Luftfeuchtigkeit (%)  | 70    | 69    | 63   | 51   | 44   | 39   | 35   | 30   | 28   | 38   | 51   | 64   | ⌀ | 48,4 |

| −13,1 |

| −11,0 |

| −3,4 |

| 4,2 |

| 9,0 |

| 12,4 |

| 15,7 |

| 15,3 |

| 10,5 |

| 4,1 |

| −1,3 |

| −8,1 |

| −13,1 |

| −11,0 |

| −3,4 |

| 4,2 |

| 9,0 |

| 12,4 |

| 15,7 |

| 15,3 |

| 10,5 |

| 4,1 |

| −1,3 |

| −8,1 |

## Verkehr

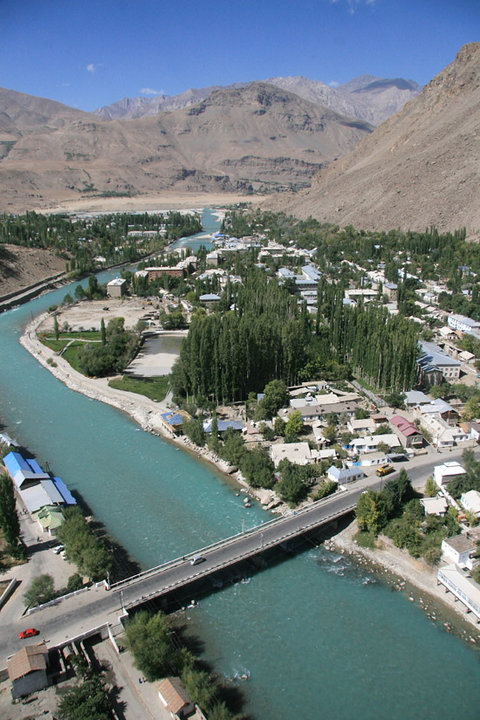
Chorug, Blick den Fluss Gunt abwärts nach Westen

Nach Chorugh existiert eine unregelmäßige Flugverbindung per Kleinflugzeug und Hubschrauber von der tadschikischen Hauptstadt Duschanbe. Auf dem Landweg ist es ebenfalls mit Duschanbe verbunden, die Straße befindet sich zum Großteil in einem schlechten Zustand. Bis etwa 2015 soll diese jedoch ausgebaut werden (bislang sind ungefähr 30 km Strecke ausgebaut worden).
Besser ausgebaut ist der Pamir Highway ins kirgisische Osch. Ein Grenzübergang nach Afghanistan ist über die Tem–Demogan-Brücke möglich.

## Wirtschaft
In Chorugh gibt es keine nennenswerten Industrieanlagen. Die Arbeitslosigkeit in der Stadt ist hoch. Größter Arbeitgeber ist die Aga-Khan-Stiftung, die in der Stadt mehrere Entwicklungsprojekte betreibt und Übernachtungsbetriebe führt. Seit Beginn des 21. Jahrhunderts gibt es in Chorugh einen Campus der University of Central Asia.

## Kultur
Auf dem Gebiet der Botanik ist die Stadt seit Mitte der 1940er Jahre ein Begriff. Ein auf einem Hügel über den Fluss Gunt gelegener botanischer Garten genießt in Fachkreisen einen guten Ruf. Die zu sowjetischen Zeiten erbaute Anlage ist der am zweithöchsten gelegene botanische Garten der Erde. Derzeit beherbergt der Garten auf einem Gebiet von 624 Hektar eine Artenvielfalt von mehreren tausend Pflanzen. Seit der Gründung wurden hunderttausende Ableger von Wald-, Zier- und Obstbäumen lokalen Bauern aus der Region überlassen. So konnten viele neue Früchte und Gewürze in diesem Teil Tadschikistans eingeführt und etabliert werden.
Weiterhin existieren in der Stadt ein regionales Museum und ein Zentrum der Religion der Ismailiten.

## Geschichte
Chorugh wurde wegen seiner strategisch bedeutenden Lage Ende des 19. Jahrhunderts als russische Garnisonsstadt im Great Game gegen die Expansion der Briten von Afghanistan her gegründet. 1925 wurde Chorugh Hauptstadt der Provinz Berg-Badachschan.
1996 war Chorugh ein Truppenstützpunkt für Soldaten aus Russland und Kasachstan. Ziel war die Sicherung der Grenze zu Afghanistan.
Im Juli 2012 kam es in der Stadt zu Gefechten zwischen tadschikischen Regierungstruppen des Regimes von Präsident Emomalij Rahmon und Oppositionellen. Anlass für den Beschuss der Stadt durch Regierungstruppen war die Ermordung des Geheimdienstgenerals Abdulloh Nasarow am 21. Juli 2012 am Stadtrand von Chorugh. Für dessen Tod wurde Tolib Ajombekow verantwortlich gemacht. Ajombekow kontrollierte mutmaßlich ebenso wie Nasarow illegale Geschäfte und war zuletzt als Kommandeur der Grenztruppen in Ischkaschim einer von dessen Untergebenen. Die Gefechte, bei denen auf beiden Seiten zahlreiche Tote zu beklagen waren, dauerten mehrere Tage. Ende Juli begannen auch bislang unbeteiligte Bürger, die Stadt gegen die angreifende Regierungsarmee zu verteidigen, die mit Scharfschützen von den umgebenden Berghängen feuerte. Anfang August brachten Waffenstillstandsverhandlungen nur vorübergehend Ruhe. Die Krise dauerte bis zum Besuch des Präsidenten in Chorugh am 19./20. September. Beobachter werten die offensichtlich bereits vor dem aktuellen Anlass geplante Militärintervention in Chorugh gegen die Oppositionellen als Versuch der Regierung, die Geschäfte in Berg-Badachschan zu kontrollieren und die Macht im Staat weiter zu festigen. In den Jahren 2014, 2018 und 2021 kam es zu Demonstrationen gegen vermutete Menschenrechtsverletzungen durch Sicherheitskräfte.